# Elmo (Utah)
Elmo és una població dels Estats Units a l'estat de Utah. Segons el cens del 2000 tenia 368 habitants.

## Demografia
Segons el cens del 2000, Elmo tenia 368 habitants, 112 habitatges, i 93 famílies. La densitat de població era de 229,2 habitants per km².
Dels 112 habitatges en un 42,9% hi vivien nens de menys de 18 anys, en un 75% hi vivien parelles casades, en un 5,4% dones solteres, i en un 16,1% no eren unitats familiars. En el 16,1% dels habitatges hi vivien persones soles el 10,7% de les quals corresponia a persones de 65 anys o més que vivien soles. El nombre mitjà de persones vivint en cada habitatge era de 3,11 i el nombre mitjà de persones que vivien en cada família era de 3,43.
Per edats la població es repartia de la següent manera: un 30,4% tenia menys de 18 anys, un 11,1% entre 18 i 24, un 20,4% entre 25 i 44, un 20,9% de 45 a 60 i un 17,1% 65 anys o més.
L'edat mediana era de 35 anys. Per cada 100 dones de 18 o més anys hi havia 92,5 homes.
La renda mediana per habitatge era de 33.750 $ i la renda mediana per família de 41.250 $. Els homes tenien una renda mediana de 45.000 $ mentre que les dones 18.333 $. La renda per capita de la població era de 12.861 $. Entorn del 9,1% de les famílies i l'11,2% de la població estaven per davall del llindar de pobresa.

## Poblacions més properes
El següent diagrama mostra les poblacions més properes.